# John Lotulelei
John Taufa Lotulelei (Kihei, 4 dicembre 1991) è un giocatore di football americano statunitense che gioca nel ruolo di linebacker per i Jousters della Spring League (TSL). Al college ha giocato a football alla University of Nevada Las Vegas.

## Carriera professionistica

### Seattle Seahawks
Dopo non essere stato scelto nel Draft NFL 2013, il 27 aprile 2013 Lotulelei firmò coi Seattle Seahawks. Debuttò come professionista nella vittoria della settimana 2 contro i San Francisco 49ers e la settimana successiva contro i Jacksonville Jaguars mise a segno i suoi primi tre tackle.
Il 2 ottobre 2013, Lotulelei fu svincolato dai Seahawks

### Jacksonville Jaguars
Il 3 ottobre 2013, Lotulelei firmò con i Jacksonville Jaguars. Nella settimana 11 contro gli Arizona Cardinals disputò la prima gara come titolare in carriera facendo registrare tre tackle. La sua annata si concluse con 12 presenze (2 come titolare), 12 tackle e un fumble forzato nella gara della settimana 8 contro i San Francisco 49ers.